# Маунтън Аш
Ма̀унтън Аш (на английски: Mountain Ash; на уелски: Aberpennar, Аберпѐнар) е град в Южен Уелс, графство Ронда Кънън Таф. Разположен е в долината Кънън на около 20 km на северозапад от централната част на столицата Кардиф. Има жп гара. Населението му е около 4000 жители според данни от преброяването през 2001 г.